# Louis Auchincloss

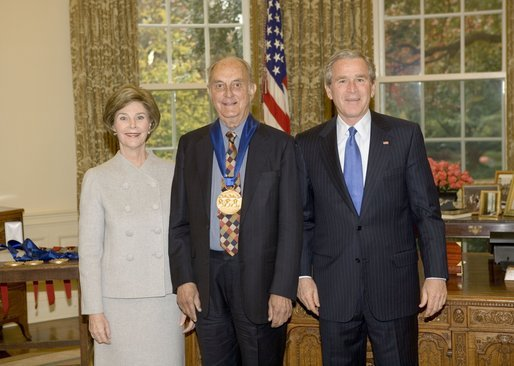
Louis Auchincloss (2005) mit der National Medal of Arts, flankiert vom Präsidentenehepaar Laura und George W. Bush.

Louis Stanton Auchincloss (* 27. September 1917 in Lawrence, New York; † 26. Januar 2010 in Manhattan, New York) war ein US-amerikanischer Schriftsteller. Am Anfang seiner literarischen Karriere benutzte er das Pseudonym Andrew Lee.

## Leben
Auchincloss entstammte einer großbürgerlichen Familie, die ihren Reichtum dem Gründer des Familienimperiums, Hugh Auchincloss, einem schottischen Händler aus Paisley, verdankt. Sein Vater war Joseph Howland  Auchincloss und seine Mutter war Priscilla Stanton. Mit dem Politiker Joseph C. Auchincloss war er ebenso verwandt wie mit dem Juristen Hugh D. Auchincloss (1897–1976), der nacheinander mit der Mutter von Gore Vidal und dann mit der Mutter von Jacqueline Kennedy Onassis verheiratet war.
Auchincloss wuchs in Manhattan auf und besuchte zunächst die angesehene Privatschule St. Bernard’s School (Upper East Side), dann die Eliteschule Groton School (Groton). Ab 1935 studierte Auchincloss an der Yale University (New Haven) Jura. Bereits während seines Studiums begannen seine ersten literarischen Versuche und er fungierte für einige Zeit als Herausgeber der studentischen Zeitschrift Yale Literary Magazine. Sein Interesse an englischer und französischer Literatur ließen ihn 1938 sein Studium in Yale abbrechen.
Auchincloss wechselte an die University of Virginia School of Law (Charlottesville, Virginia) und konnte 1941 hier sein Jurastudium zum Abschluss bringen. Noch im selben Jahr wurde er in New York von der Anwaltskanzlei Sullivan & Cromwell engagiert. Bei Kriegseintritt der USA (→Deklaration der Vereinten Nationen) im Januar 1942 meldete sich Auchincloss zur United States Navy. Nach Kriegsende 1945 kehrte er in die USA zurück und arbeitete bis 1951 wieder bei Sullivan & Cromwell. Daran schloss sich eine Art Sabbatical bis 1954 an, in dem er als Schriftsteller versuchte zu reüssieren. 1954 wurde er Associate bei der Kanzlei „Hawkins, Delafield & Wood“ und stieg dort 1958 zum Partner auf, dies blieb er bis zu seinem Ausscheiden 1986.
1957 heiratete Auchincloss in New York Adele Burden Lawrence (1931–1991), die in der Verwaltung des New City Department of Parks and Recreation arbeitete. Ihr Großvater war der Industrielle James Abercrombie Burden (1871–1932) und über ihre Urgroßmutter Emily Thorn Vanderbilt (1852–1946) war sie mit der Familie Vanderbilt verwandt. Louis und Adele Auchincloss hatten drei Söhne, Andrew Sloane, John Winthrop und Blake Leigh.
Am 26. Januar 2020 starb Louis Auchincloss an einem Schlaganfall im Lenox Hill Hospital in New York. Seine letzte Ruhestätte fand er auf dem Claryville Reformed Church Cemetery in Claryville im Sullivan County (New York).

## Ehrungen
- 1965 Fellow der American Academy of Arts and Letters
- 1974 Ehrendoktor der New York University
- 1979 Ehrendoktor der Pace University (New York)
- 1986 Ehrendoktor der University of the South (Sewanee, Tennessee)
- 1997 Fellow der American Academy of Arts and Sciences
- 2005 National Medal of Arts

## Rezeption
Auchincloss war als Schriftsteller ausgesprochen produktiv. In 30 Romanen und 15 Kurzgeschichten beschrieb er die Welt der feinen Gesellschaft, aus der er selbst stammte. Am bekanntesten wurde er durch die Mehr-Generationen-Sagas Das Haus der fünf Talente, Portrait in Brownstone und East Side Story sowie durch Der Rektor, eine Geschichte über einen Schulmeister, offensichtlich inspiriert durch die eigene Zeit an Endicott Peabodys Groton School und Die Gesellschaft der Reichen, einen Krimi aus der Welt der Nadelstreifen.

## Werke (Auswahl)
Autobiografisches
- A voice from old New York. A memoir of my youth. Houghton Mifflin, Boston, Mass. 2010, ISBN 978-0-547-34153-8.

Biographien
- Edith Wharton. A woman of her time. Joseph, London 1972.
- Richelieu. Joseph, London 1973, ISBN 0-7181-1100-1.
- Woodrow Wilson. Viking, New York 2000, ISBN 0-670-88904-0.
- Theodore Roosevelt (=The American Presidents series; 26). Times Books, New York 2002, ISBN 0-8050-6906-2.

Erzählungen
- The young Apollo and other stories. Houghton Mifflin, Boston, Mass. 2006, ISBN 0-618-55115-8.
- Manhattan Monologues.
  - Deutsch: Die Manhattan Monologe. List, München 2007, ISBN 3-548-60727-6.
- A friend of women and other stories. Mifflin Publ., New York 2010, ISBN 978-0-618-71866-5.
- The collected stories. Mifflin Publ., New York 2014, ISBN 0-7351-0051-9.

Romane
- Her Infinite Variety.
  - Eine Frau mit Möglichkeiten. Dumont, Köln 2009, ISBN 3-8321-8079-6 (übersetzt von Karl A. Klewer).
- East Side Story.
  - Deutsch: East Side Story. Dumont, Köln 2007, ISBN 3-8321-8029-X (übersetzt von Angela Praesent und Sophia Hungerhoff)
- The Embezzler.
  - Deutsch: Die Gesellschaft der Reichen. Rowohlt, Reinbek 1984, ISBN 3-499-11328-7 (übersetzt von Edmund Th. Kauer).
- The World of Profit.
  - Deutsch: Die Profitmacher. Roman um ein eiskaltes Finanzgenie. Goldmann, München 1973, ISBN 3-442-02905-8 (übersetzt von Hanna Lux).
- The Rector of Justin.
  - Deutsch: Der Rektor. Zsolnay, Wien 1965 (übersetzt von Eva und Peter Marginter).
- The House of Five Talents.
  - Deutsch: Das Haus der fünf Talente. Wunderlich, Tübingen 1961 (übersetzt von Peter Schünemann und Claudia Mertz).

Sachbücher
- La gloire. The Roman empire of Corneille and Racine. University Press, Columbia, S.C. 1996, ISBN 1-57003-122-3.
- On sister Carrie. Charles Merrill, Columbia, O. 1968.[2]
- A writer's capital. Houghton Mifflin, Boston, Mass. 1979, ISBN 0-395-28518-6.
- Reading Henry James. University Press, Minneapolis 1975, ISBN 0-8166-0744-3 (illustriert von Max Beerbohm).
- Love without wings. Some friendships in literature and politics. Houghton Mifflin, Boston, Mass. 1991, ISBN 0-395-55442-X.
- The style's the man. Proust, Fitzgerald Wharton, Vidal and others. Scribner, New York 1994, ISBN 0-684-19742-1.
- The man behind the books. Literary profiles. Houghton Mifflin, Boston, Mass. 1996, ISBN 0-395-82748-5.